# Lincoln-Herndon Law Offices State Historic Site

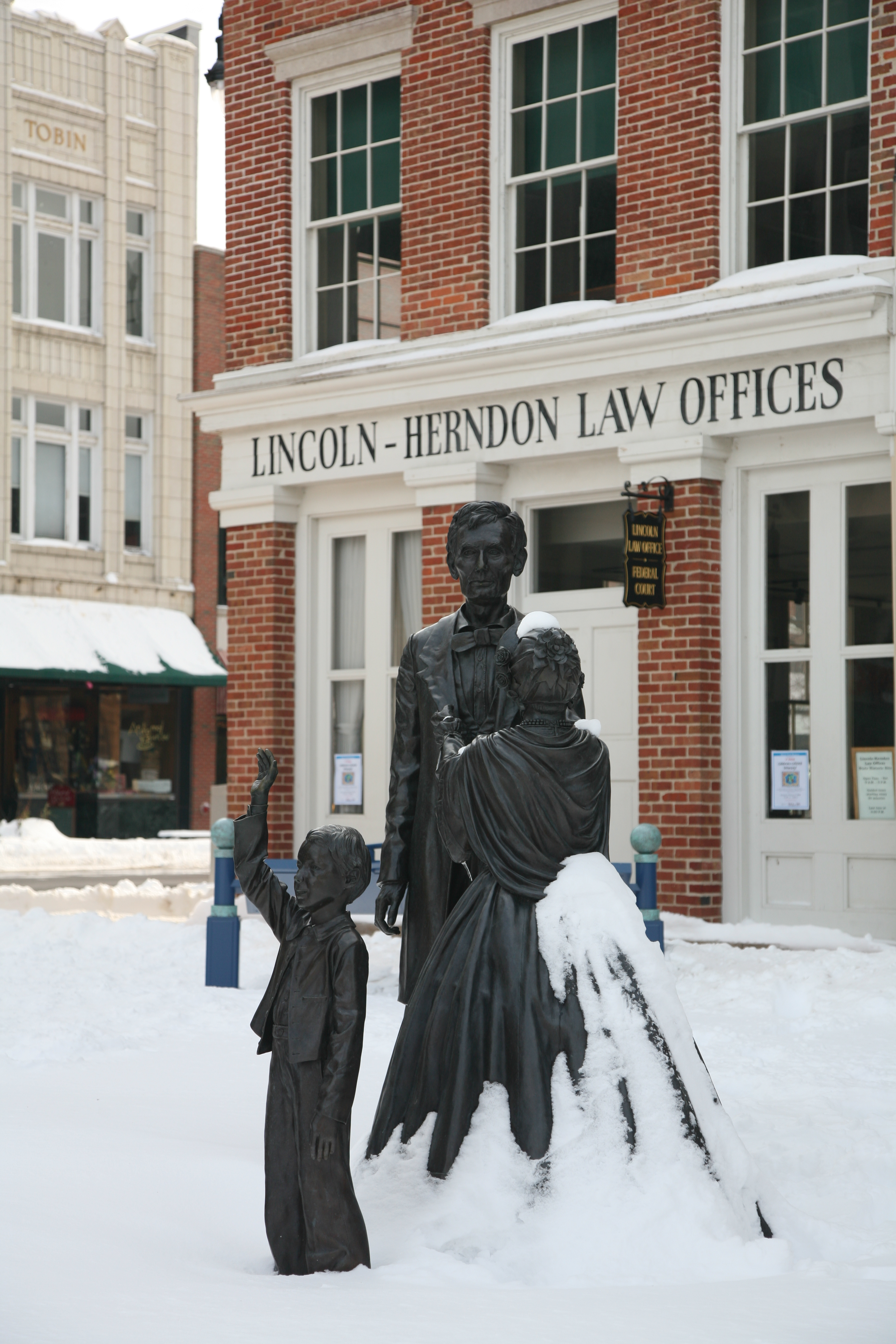
L'ingresso dell'edificio.

Il Lincoln-Herndon Law Offices State Historic Site è un edificio in mattoni costruito nel 1841 nello Stato federato dell'Illinois.

Si trova al "6° and Adams Streets" a Springfield (Illinois). L'ufficio legale è stato restaurato ed è gestito dalla "Illinois Historic Preservation Division" come sito di rilevanza storica.
L'edificio è una porzione sopravvissuta di quello che era il "Tinsley Block", una struttura in mattoni realizzata dal costruttore locale Seth M. Tinsley nel 1840-1841 per fornire spazi per uffici ai professionisti che lavorano nella nuova capitale statale.
L'Assemblea Generale dell'Illinois vi aveva difatti trasferito la struttura amministrativa da Vandalia (Illinois) verso la fine del 1839 e gli operai locali avevano iniziato a costruire una nuova casa di pietra calcarea, l'odierno Old State Capitol State Historic Site, sulla porzione di terra appena a nord del Tinsley Block.
L'avvocato Abraham Lincoln e il suo socio Stephen T. Logan trasferirono gli uffici del loro partenariato in un ufficio al terzo piano nel Tinsley nel 1843. La Corte Suprema dell'Illinois, dove i partner spesso discutevano i casi loro affidati, si trovava nel Campidoglio (Springfield) dall'altra parte della strada e la Corte distrettuale prese in affitto uno spazio nel secondo piano dello stesso Blocco.
La società di Logan & Lincoln si sciolse nel 1844. Lincoln continuò ad esercitare la professione nell'ufficio di Tinsley Block e accettò un giovane avvocato, William Henry Herndon, inizialmente come suo collaboratore minore. Lo studio legale rimase attivo dal 1844 fino al 1852 circa.